# 南丹市立美山中学校
南丹市立美山中学校（なんたんしりつ みやまちゅうがっこう）は、京都府南丹市美山町静原にある公立中学校。

## 概要
南丹市美山地区全域の広い範囲が通学区域となっている。由良川が流れる山間部に位置し、校区にはかやぶきの里などがある。

## 沿革
- 1947年5月5日 - 各小学校を借用し、大野村立大野中学校、鶴ヶ岡村立鶴ヶ岡中学校、知井村立知井中学校、平屋村立平屋中学校、宮島村立宮島中学校がそれぞれ開校
- 1949年4月 - 各中学校の統合校として組合立北部中学校開校（実態は名称変更のみで、校舎は引き続き各小学校を借用）
- 1950年9月 - ジェーン台風により、北部中学校の第二校舎が大破損壊
- 1951年10月 - 北部中学校が静原（現在地）に移転完了（中学校として独立校舎が実現）
- 1952年1月 - 静原に体育館が竣工
- 1954年5月 - 知井分校の体育館が竣工
- 1955年
  - 4月 - 5村の合併により美山町となり、美山町立北部中学校へ改称
  - 6月 - 美山町立北星中学校へ改称
- 1960年
  - 3月 - 北星中学校本館建築を決議（3月入札予定が後の火災により6月へ延期となる）
  - 3月26日 - 北側校舎8教室を焼失
  - 12月 - 北校舎復元
- 1961年
  - 6月 - 本館（鉄筋校舎）着工
  - 7月22日 - 知井分校新校舎竣工式を挙行
- 1962年2月 - 本館落成式挙行
- 1963年4月 - 知井分校が美山町立八ヶ峰中学校として独立
- 1974年8月 - 北星中学校の体育館が落成
- 1980年3月 - 八ヶ峰中学校佐々里分校を閉校
- 1992年4月 - 美山町立北星中学校、美山町立八ヶ峰中学校の2校を統合し、美山町立美山中学校開校（北星中学校の校地を使用）
- 2006年1月 - 南丹市発足により、南丹市立美山中学校へ改称

## 部活動
体育系
- 野球部
- 剣道部
- 卓球部
- バレーボール部

文化系
- 学芸部

## 通学区域
下記の小学校校区を通学区域とする。
- 南丹市立美山小学校（全域）

## 交通アクセス
- 南丹市営バス バス停「和泉」、「静原」または「美山支所前」下車
- 国道162号

## 通学区域が隣接している学校
- 綾部市立上林中学校
- 京丹波町立和知中学校
- 南丹市立殿田中学校
- 京都市立京都京北小中学校
- 京都市立花背小中学校
- （滋賀県）大津市立葛川小学校・中学校
- （滋賀県）高島市立朽木中学校
- （福井県）おおい町立名田庄中学校